# Le 1945
Ne doit pas être confondu avec Journal de 19h45 (La Cinq).
Le 19.45 est un journal télévisé français diffusé du lundi au dimanche à 19 h 45 depuis le 7 septembre 2009 sur la chaîne nationale privée française M6 appartenant au groupe allemand RTL group. Cette édition remplace Le Six', journal télévisé tout en image, diffusé du 31 août 1987 jusqu'au 6 septembre 2009.

## Historique
Cette section ne s'appuie pas, ou pas assez, sur des sources secondaires ou tertiaires indépendantes du sujet. Le texte peut contenir des analyses inexactes ou inédites de sources primaires.
Pour l'améliorer, ajoutez-en, ou placez des modèles {{Source secondaire souhaitée}} ou {{Source secondaire nécessaire}} sur les passages mal sourcés. (mars 2025)
Initialement prévu à partir du 30 mars 2009 avec Guy Lagache comme présentateur, le projet a été reporté par M6 compte tenu de la crise économique de 2008-2009. Le 7 septembre 2009, Le 19.45 est lancé avec Claire Barsacq comme présentatrice. Le 31 août 2015, Le 19.45 évolue avec un nouveau décor high-tech et l'utilisation de la 3D et de la réalité augmentée. 

### Le Journal de 19h45 de La Cinq
19 ans auparavant, à la suite de ses bonnes audiences lors de la couverture de la révolution roumaine de 1989 et de la chute du mur de Berlin, La Cinq avance son journal à 19h45 du 5 février 1990 au 9 décembre 1990, en mettant Le Turbo sur l'info.

## Conception
Le 19.45 représente le premier journal télévisé pour M6, de même que le Le 12.50 devenu en 2010, Le 12.45, édition diffusée à la mi-journée en semaine, succèdant au Six'midi, depuis le 23 janvier 2006. Le JT de M6 entend moderniser le concept du JT avec un présentateur « debout et en jean ».

## Ligne éditoriale
Le journal se positionne dès ses débuts comme un journal de proximité, privilégiant l'actualité nationale à l'actualité internationale. Micros-trottoirs, faits de société et conseils pratiques y tiennent une place de choix, faisant déclarer à l'association de critique des médias Acrimed que le journal privilégie des « reportages insolites, parfois sans aucune valeur informative ».
Le journal fait plusieurs fois l'objet de critiques, notamment concernant ses erreurs ou modifications inexactes de faits. 
En 2009, l'émission reprend le détournement parodique d'un journal télévisé allemand, moquant l'accession de Jean Sarkozy à la tête d'un Epad, le présentant comme réel. La même année, un reportage sur l'immobilier s'avère mis en scène, faisant jouer une potentielle acheteuse par une conseillère immobilière, par ailleurs amie du commercial.  
En 2014, le journal confond l'identité d'un internaute publiant des vidéos humoristiques avec celle de l'agresseur au couteau de trois policiers dans un commissariat de Joué-lès-Tours. 

## Présentateurs

### En semaine (lundi au jeudi)
- Titulaires :
  - de septembre 2009 à juillet 2010 : Claire Barsacq
  - depuis le 30 août 2010 : Xavier de Moulins

- Remplaçants :
  - Septembre 2009 à juin 2011 : David Jacquot
  - Été 2010 : Xavier de Moulins
  - Juillet 2011 à février 2013[8]: Kareen Guiock
  - Mars 2013 : Laurie Milliat-Desorgher
  - Avril 2014 : Bernard De La Villardière
  - Février 2015 à juin 2015 : François-Xavier Ménage
  - Juillet 2015 à juin 2016 : Marie-Ange Casalta[9]
  - Juillet 2016 à Juillet 2022 : Ophélie Meunier
  - Été/Hiver 2019 : Amandine Bégot[10]
  - 2020-2024 : Florence de Soultrait[11]
  - depuis juillet 2024 : Cyrielle Stadler[12]

### Le week-end (vendredi au dimanche)
- Titulaire :
  - de septembre 2009 à décembre 2022 : Nathalie Renoux
  - de janvier 2023 à juin 2025 : Dominique Tenza
  - à partir d’août 2025 : Ashley Chevalier[13]

- Remplaçants :
  - Septembre 2009 à avril 2011[14] : David Jacquot (les vendredis)
  - Juillet 2010 à juin 2013[15]: Céline Bosquet
  - Juillet 2013 à juin 2015 : Karelle Ternier
  - Juillet 2015 à juin 2016 : François-Xavier Ménage
  - Juillet-Aout 2016 : Diane Douzillé
  - Décembre 2016 à mars 2023 : Marie-Ange Casalta
  - 2023-2025  : Laurie Desorgher
  - depuis Février 2025 : Romane Binckly

## Audience
{{refnec| Le 10 juillet 2016, le JT de M6 obtient sa meilleure audience avec 18,7% du public, soit plus de 3 200 000 téléspectateurs. Ce score historique doit être considéré avec la retransmission en direct depuis le stade de France, à quelques minutes du lancement de la finale de Coupe d'Europe France/Portugal. Le second meilleur résultat de l'émission, dans sa version conventionnelle, est réalisé le 12 février 2012, avec 18% de part de marché, soit 4 500 000 téléspectateurs. Le 1er janvier 2020, le journal présenté par Amandine Bégot obtient 17% d'audience, soit 3 701 000 téléspectateurs.